# Andriasa
Andriasa é um gênero de mariposa pertencente à família Bombycidae.